# Pseudotrochalus superbus
Pseudotrochalus superbus är en skalbaggsart som beskrevs av Max Quedenfeldt 1884. Pseudotrochalus superbus ingår i släktet Pseudotrochalus och familjen Melolonthidae. Inga underarter finns listade i Catalogue of Life.